# Larbi Dahou
Larbi Dahou, né le 9 décembre 1942 à Merouana, est un homme politique algérien appartenant à la tribu chaouie des Ouled Fatma. Membre du Front de libération nationale, il est député de la troisième circonscription électorale de la wilaya de Batna au cours de la troisième législature (1987-1992).

## Sources, notes et références
1. ↑  (ar) CURRICULUM VITÆ de Larbi Dahou sur son Site officiel, consulté le 15 octobre 2011